# JOHNNIAC

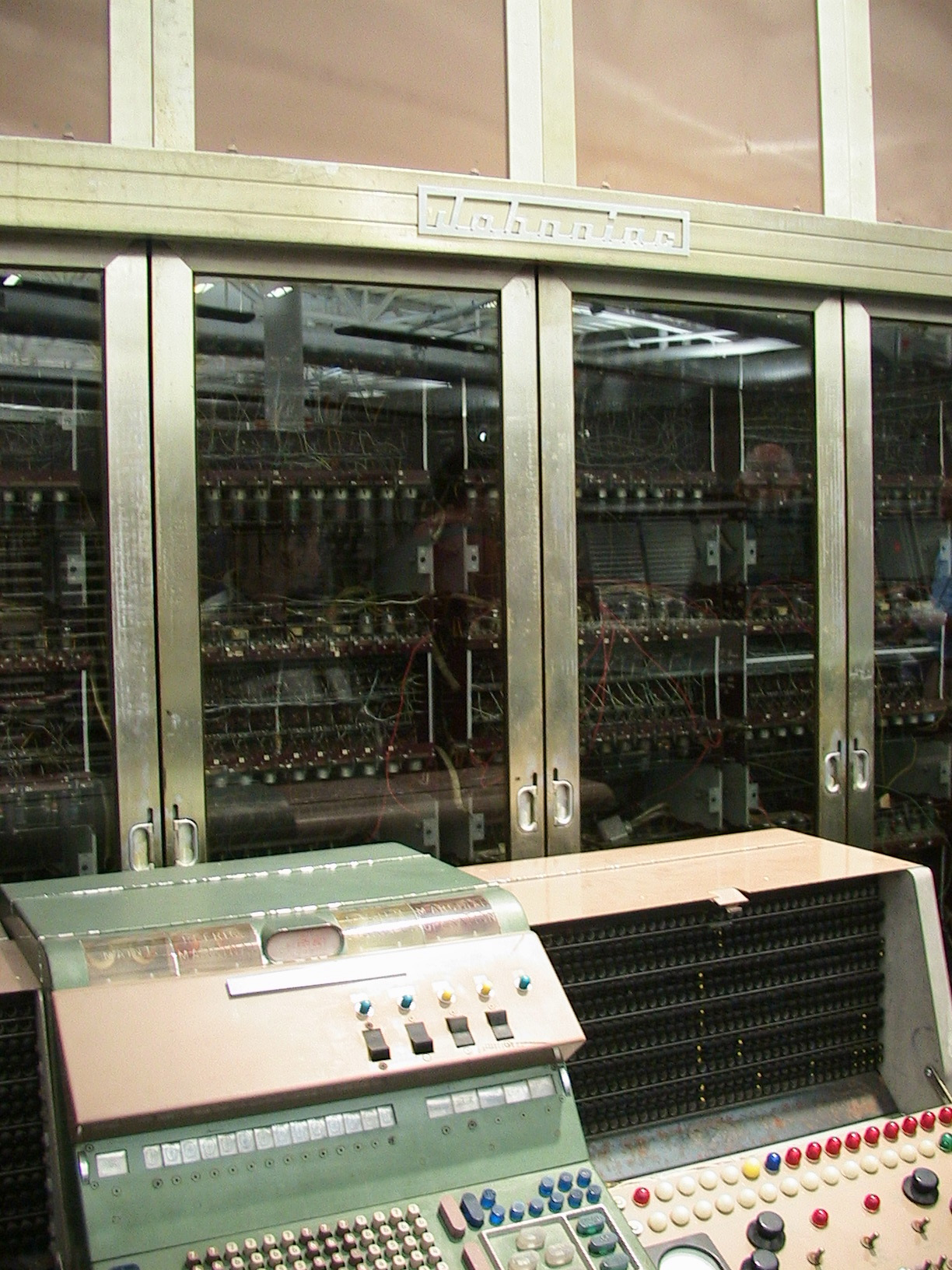
L'ordinateur JOHNNIAC

Le JOHNNIAC est un ordinateur à tubes à vide mis en service en 1953. Il a été construit par la RAND Corporation en utilisant l'architecture de von Neumann qui avait été expérimentée auparavant sur la machine IAS.
L'ordinateur a été nommé en l'honneur de John von Neumann. JOHNNIAC est une abréviation de JOHN von Neumann Numerical Integrator and Automatic Computer.
Le JOHNNIAC est sans doute l'ordinateur primitif qui a eu la plus longue vie. Il a été en opération de 1953 au 11 février 1966, totalisant plus de 50 000 heures d'opération.
Après avoir été sauvé de la casse à deux reprises, le JOHNNIAC se trouve maintenant au Musée de l'histoire de l'ordinateur à Mountain View, en Californie, aux États-Unis.

## Histoire
Comme la machine IAS, le JOHNNIAC utilisait des mots de 40 bits et contenait 1024 mots de mémoire vive faits avec des tubes Selectron, chaque tube contenant 256 bits. Deux instructions étaient enregistrées dans chaque mot. Chaque instruction contenait un code opération de 8 bits et une adresse de 12 bits. Les instructions étaient exécutées en série, l'instruction du demi-mot de gauche étant exécutée en premier. La machine initiale pouvait exécuter 83 opérations. Un registre A unique servait d'accumulateur, un registre Q produisait un quotient. Il n'y avait qu'une opération de test : un test sur la valeur du plus dernier bit du registre A. Il n'y avait pas de registre d'index ; comme les adresses étaient enregistrées dans les instructions, les boucles étaient implémentées en modifiant les instructions du programme. Comme 10 de 12 bits de la partie adresse de l'instruction étaient suffisants pour contenir toutes les adresses de la mémoire vive, les deux bits restants étaient parfois utilisés pour enregistrer des données qui étaient distribuées dans les instructions.
Au fil des ans, plusieurs modifications ont été apportées à l'ordinateur. En mars 1955, 4096 mots de tores magnétiques ont remplacé les 1024 mots de tubes Selectron. Comme l'adressage de cette mémoire plus grande requérait l'utilisation des 12 bits de la partie adresse de l'instruction, les programmes qui enregistraient des données dans les 2 bits inutilisés précédemment ont dû être réécrits. Plus tard en 1955, un tambour magnétique de 12 000 mots a été ajouté au système. En 1956, un additionneur à base de transistors a remplacé l'additionneur original qui était fait de tubes à vide. Plusieurs changements ont aussi été faits aux périphériques d'entrées-sorties. En 1964, une horloge temps réel a été ajoutée à l'ordinateur pour permettre le temps partagé.
Un des legs du JOHNNIAC a été le langage de programmation JOSS (Johnniac Open Shop System), un langage facile à utiliser qui plaisait aux utilisateurs peu expérimentés. JOSS a été l'ancêtre du langage FOCAL de la compagnie Digital Equipment Corporation et du langage MUMPS.
Le Cyclone de l'Université d'État de l'Iowa était un clone du JOHNNIAC. À l'origine, son jeu d'instructions était donc parfaitement compatible avec celui du JOHNNIAC. Par la suite, le jeu d'instructions du Cyclone a été augmenté pour permettre les instructions en virgule flottante.
L'ILLIAC I était aussi probablement un clone du JOHNNIAC.

## Galerie de photos

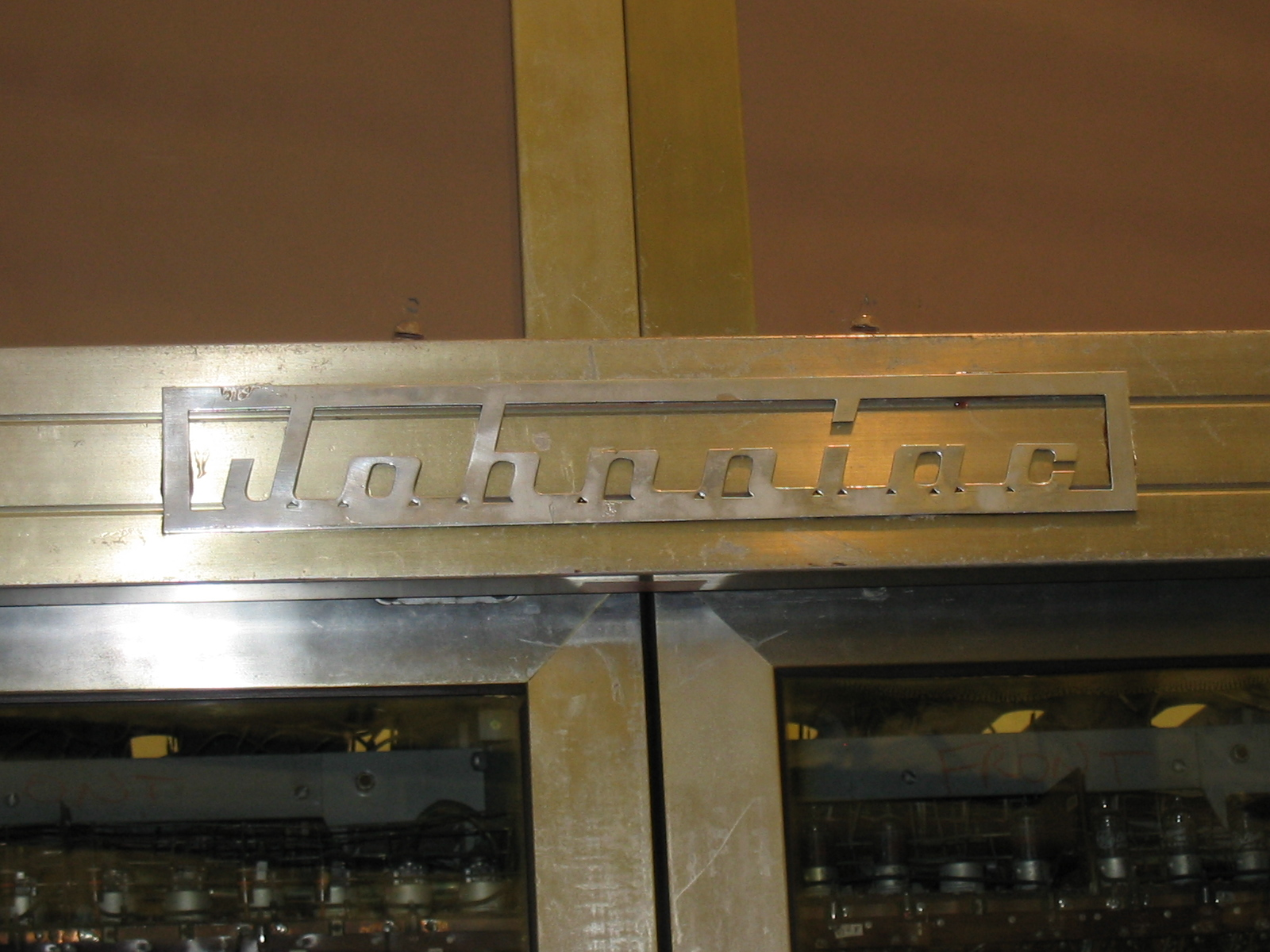
Plaque indiquant le nom de l'ordinateur
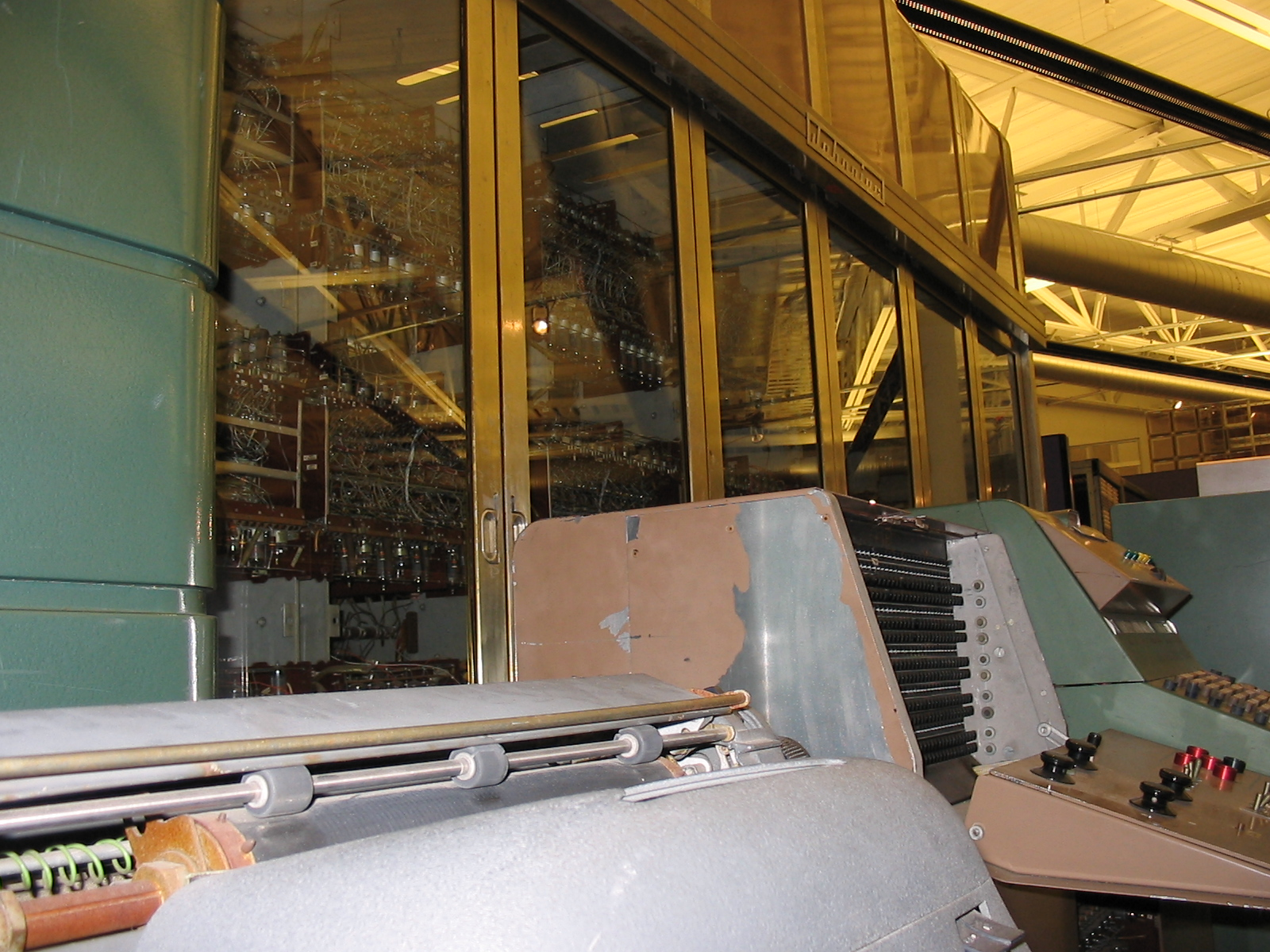
Une vue de l'ordinateur
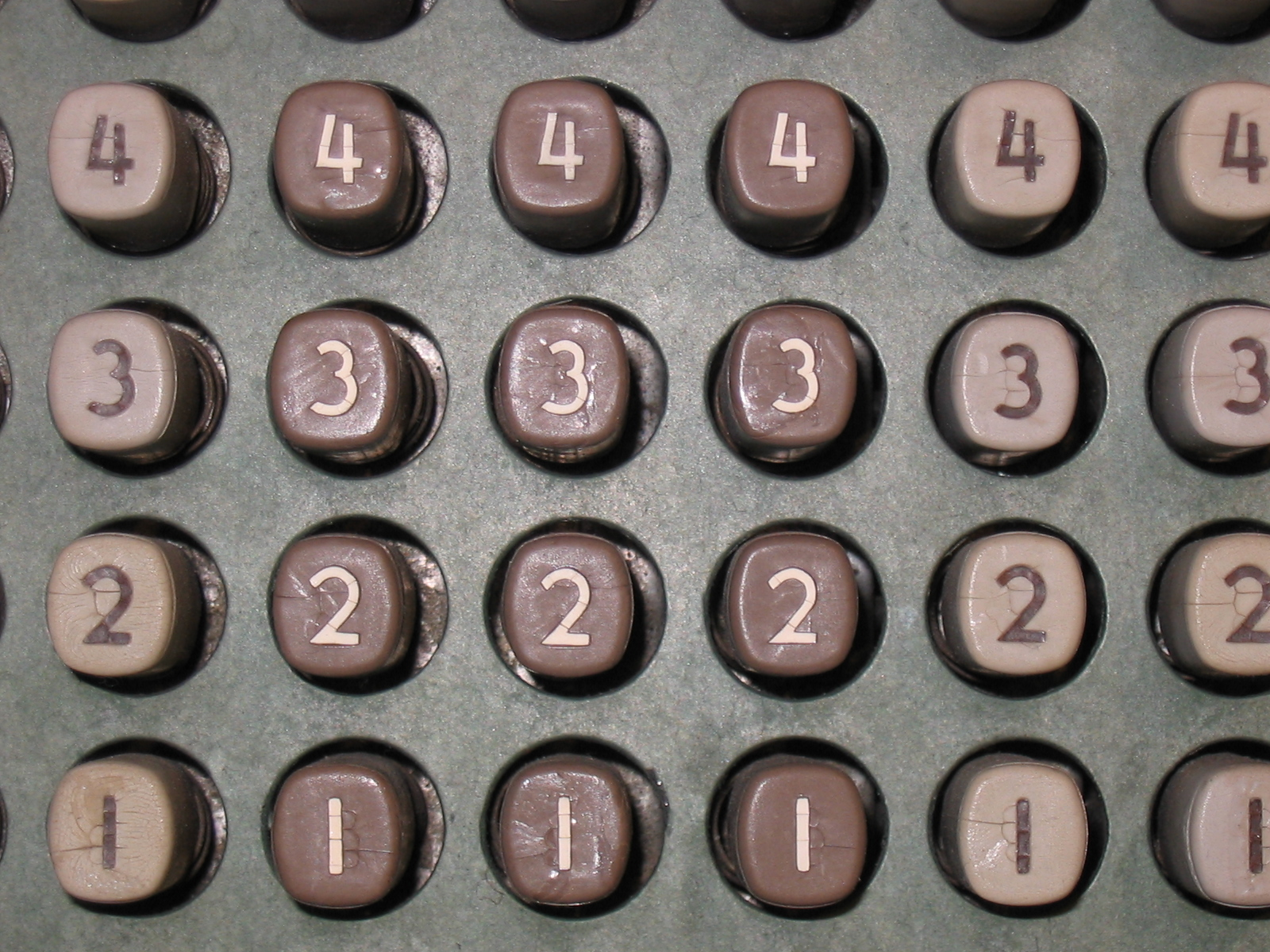
Les boutons d'entrée de données et d'instructions de l'ordinateur

## Source
- (en) Cet article est partiellement ou en totalité issu de l’article de Wikipédia en anglais intitulé « JOHNNIAC » (voir la liste des auteurs).